# Paul Daimler
Paul Daimler, född den 13 september 1869 i Karlsruhe, död den 15 december 1945 i Berlin, var en tysk ingenjör och bilkonstruktör. Han var son till Gottlieb Daimler, grundare av Daimler-Motoren-Gesellschaft (DMG).
Efter avslutade studier började Daimler arbeta vid faderns fabrik i Cannstatt. 1902 utsågs han till chefskonstruktör vid dotterbolaget Austro-Daimler i Österrike. Han kom tillbaka till DMG 1907 där han efterträdde Wilhelm Maybach som chefskonstruktör.
Efter en kontrovers med företagsledningen lämnade Daimler DMG 1923 och gick över till konkurrenten Horch där han även arbetade med motorer åt ägaren Argus Motoren Gesellschaft.